# Endotherm proces
Een endotherm proces is een natuurlijk of kunstmatig proces waarvoor energie nodig is, in de vorm van warmte. De materie die het proces ondergaat (het "systeem") neemt tijdens het verloop van het proces warmte op uit de omgeving. Voorbeelden van endotherme processen  zijn het smelten van waterijs, het oplossen van kaliumchloride in water, of het proces van fotosynthese in planten.
Tijdens een endotherm proces worden deeltjes in een systeem in een nieuwe toestand gebracht waarin ze meer energie bezitten. De gemiddelde energie van deze deeltjes wordt de enthalpie genoemd. Tijdens een endotherm proces neemt de enthalpie toe. Ondertussen wordt er warmte aan de omgeving onttrokken.
Het tegengestelde van een endotherm proces is een exotherm proces, een proces waarbij energie vrijkomt.

## Endotherme processen in de praktijk

### Smelten en verdampen
Smelten betekent dat een stof overgaat van de vaste aggregatietoestand naar een vloeibare, zoals wanneer waterijs smelt en omgezet wordt in vloeibaar water. In smeltend ijs gaan watermoleculen van een geordend kristalrooster, waarin ze niet vrij kunnen rond bewegen, over naar een ongeordende toestand waarin ze vrij langs elkaar kunnen bewegen. De energie van de moleculen neemt daarom toe. Zolang het smelten gaande is, zal daarvoor energie aan de omgeving onttrokken moeten worden. Wanneer ijs verhit wordt, zal de temperatuur toenemen tot het smeltpunt bereikt wordt, dit is op zeeniveau ongeveer bij 0°C. Daarna blijft de temperatuur gelijk tot al het ijs gesmolten is. Dit is omdat alle extra warmte-energie gebruikt wordt voor het overgaan van de watermoleculen van de vaste naar de vloeibare toestand.
Ook verdamping is een endotherm proces. De deeltjes gaan over van de vloeibare naar de gasvormige aggregatietoestand, waarin ze zich op veel grotere afstand van elkaar bevinden en met grotere vrijheid kunnen bewegen: de entropie neemt verder toe. Bij het verhitten van water bijvoorbeeld zal, wanneer het kookpunt bereikt is, ook hier de temperatuur niet verder toenemen totdat al het water verdampt is. Ook hier wordt de toegevoegde energie door de watermoleculen gebruikt voor een faseovergang, in dit geval van vloeibaar naar gasvormig water (waterdamp).

## Thermodynamica
Volgens de wetten van de thermodynamica kan een endotherm proces alleen verlopen als er daarbij zoveel entropie vrijkomt dat de vrije energie van de producten toch lager is dan die van de uitgangssituatie.

## Biologie
In de biologie worden dieren die zelf hun lichaamswarmte kunnen opwekken 'endotherm' genoemd. Endotherm is hier een synoniem  voor warmbloedig.